# Пут Окинава префектуре 249
Пут Окинава префектуре 249 је пут Окинава префектуре у Јапану, пут број 249, који спаја градове Јаесе и Икома, укупне дужине 9,16 км.